# Hísies (Beòcia)
Hísies (en grec antic: Ὑσιαί, Hysiai) fou una ciutat de l'antiga Grècia a la regió de Beòcia. Era situada a la frontera amb l'Àtica, a la via que anava de Tebes a Atenes i al peu del mont Citeró.
Estrabó explica que, segons el mite, va ser fundada per Nicteu, el pare d'Antíope, i que era una colònia d'Híria. En època arcaica, probablement formava una polis independent, però a final del segle vi aC, probablement al 519 aC, va ser annexada per Atenes, i el 506 aC Heròdot l'esmenta com a demos àtic. Poc més tard, però, va passar a estar sota domini de Platees, i el 479 aC, durant la famosa batalla de Platees, és esmentada com a part del domini de Platees. Posteriorment, durant el segle v aC, formà part de la sympoliteia ('comunitat de ciutats') liderada per Platees, de la qual formaven part també Èritres, Escolos i Escafes. Posteriorment, fou conquerida i annexada per Tebes.
Tant les fonts textuals com les inscripcions testimonien l'existència d'un culte a Demèter a Hísies, del qual s'han trobat restes no lluny de l'actual Èritres. En temps de Pausànias, al segle ii, ja estava en ruïnes, però encara va poder veure restes d'un temple d'Apol·lo inacabat i un pou sagrat: Pausànies afegeix que, segons els beocis, «bevent l'aigua del pou hom n'obtenia oracles».